# Club Balonmano Femenino Elda
El Club Balonmano Femenino Elda Prestigio (más conocido como Elda Prestigio) es un club de balonmano femenino perteneciente a la ciudad de Elda (Alicante), España. 

## Historia
La afición de las escolares eldenses al balonmano durante los años 80, motivó al ayuntamiento la creación de un club femenino, por lo que en el año 1985, Ángel Sandoval toma las riendas del recién creado equipo.
A partir de este momento los resultados acompañaron al equipo que primero consiguió éxitos con los equipos de base (cadetes y juveniles han sido subcampeones de España) para después conseguir situarse entre los mejores equipos de la Primera Nacional hasta que consiguió el ascenso a la Liga ABF, máxima categoría Femenina en la temporada 1991-92: el 15 de marzo del 1992 el Elda Prestigio asciende a la División de Honor de la Liga española.

### Consolidación y salto a Europa
Entre las temporadas 92-93 y 95-96 el Elda Prestigio se consolida en la Liga ABF, división de honor y va escalando posiciones; desde el octavo (en su primera temporada) hasta el tercer puesto de la 95-96. Además de consolidarse firmemente en esta categoría, comienza a dar muestras de su enorme calidad, clasificándose entre las 3 primeras plazas de la máxima categoría, teniendo acceso así a las competiciones europeas (copa EHF)
Esta clasificación marca un salto importante en la historia del club, tomando el “tren de Europa” y consolidándose así, el equipo de la ciudad del calzado entre la élite del Liga ABF, balonmano español. Desde este momento y hasta la actualidad, Elda ha sido escenario obligatorio (primero la “Poli” y después el Ciudad de Elda – Florentino Ibáñez) por el que han pasado los mejores equipos europeos de este deporte.

### Primer título liguero
La temporada 1998-99 marcó un momento histórico del Club Alsa Elda Prestigio (así comenzó a denominarse) al conquistar su primer título de Campeón de Liga de una manera muy emotiva ya que se consiguió el gol que superaba al Osito l'Eliana (el eterno campeón y el eterno rival de las eldenses) a falta de pocos segundos. La Polideportiva casi se viene abajo y toda la afición vivió con el equipo el éxito de destronar al gran favorito. La unión entre equipo y afición ha sido constante desde entonces y el resto de los equipos españoles admiran el apoyo y el arraigo entre la población eldense de nuestro equipo.

### Uno de los grandes de Europa

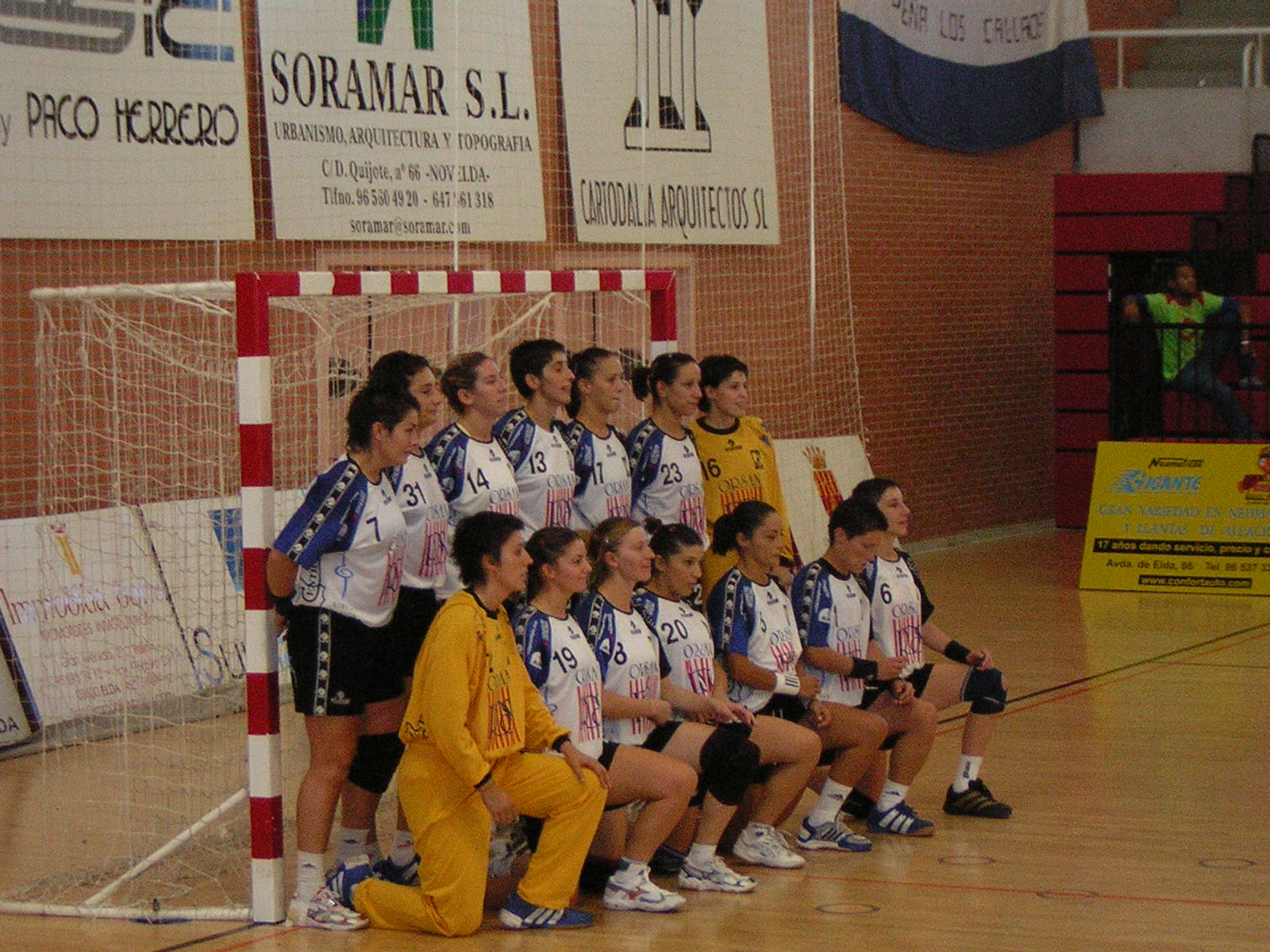
Jugadoras del Elda Prestigio en la temporada del primer título

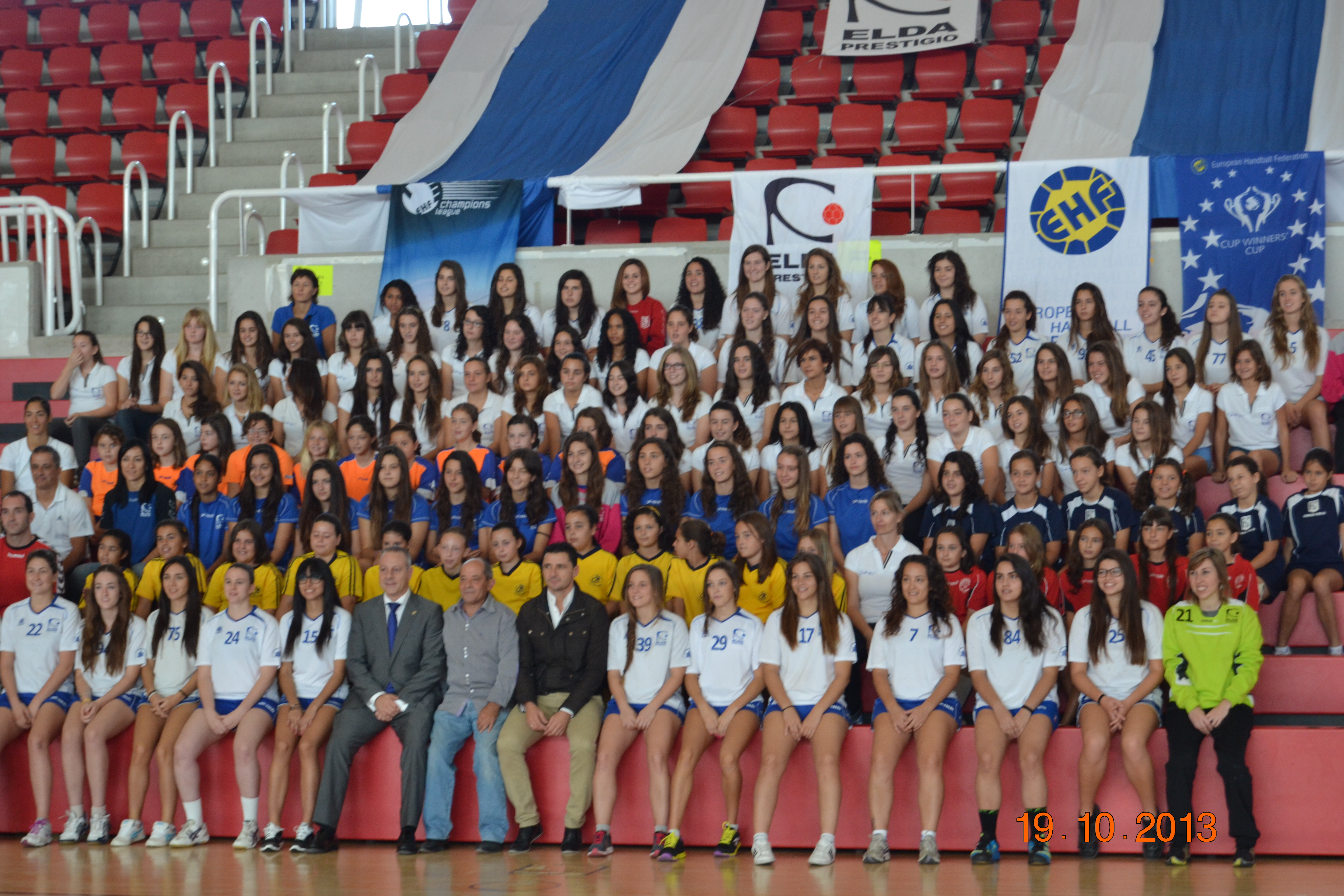
Presentación temporada 2013-2014

Desde entonces han conseguido dos nuevos títulos de Liga más (2002 y 2003), así como una Copa de la Reina y otros títulos. Actuación notable también en las diversas competiciones europeas en las que ha tomado parte, Liga de Campeones, Recopa y Copa EHF, convirtiéndose así en uno de los clubes femeninos más importantes del panorama español y europeo.
En la temporada 2009/2010, tras no llegar lejos en las competiciones europeas en los últimos años, consigue alcanzar la final de la Copa EHF, la cual se disputa a doble enfrentamiento con el Randers. A pesar de que el Prosolia Elda Prestigio ganase el encuentro de ida disputado en la localidad eldense por dos goles (22-20), el equipo danés se llevó el triunfo final tras ganar 30-24. De esta manera, el equipo Elda Prestigio firma una gran temporada al concluir subcampeón en la Copa EHF y en segunda posición en la Liga ABF tras el S.D. Itxako navarro.

### 2012-2025
A punto de desaparecer por problemas económicos varias veces, el Elda Prestigio participó entre la segunda y la tercera categoría del balonmano español hasta la temporada 2022-23 cuando, tras una gran temporada (donde venció en la fase de ascenso disputada en Elda al Balonmano Morvedre, Zonzamas Cicar Lanzarote y Costa de Almería Roquetas), terminó ascendiendo a la Liga Guerreras Iberdrola.
Tras salvarse in extremis en su primera incursión en la DHF, durante la temporada 2024/25, a pesar de las llegadas de las jugadoras asentadas en la máxima división Virginia Fernández,  Meriem Ezbida, Elena Cuadrado o Joana Bolling el conjunto eldense decidió sustituir a Vanesa Amorós para el final de temporada siendo sustituido por el preterí José Ignacio Prades, que dejó el puesto de número 2 del banquillo de las Guerreras.

### Nombres a lo largo de la historia
Debido a los patrocinadores, el nombre del club ha variado en determinadas ocasiones. Como son los casos de Alsa Elda Prestigio, Orsan Elda Prestigio, Prosolia Elda Prestigio y Club Balonmano Femenino Elda Prestigio.

## Palmarés

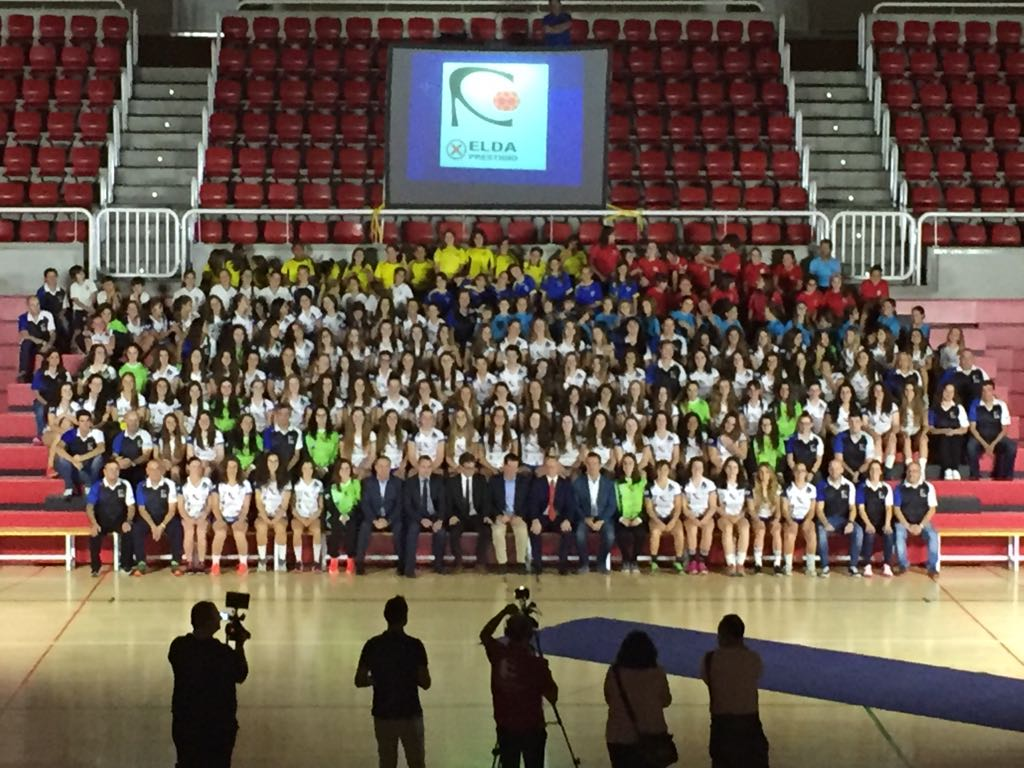
Presentación del club temporada 2017/2018

### Torneos nacionales
- Liga ABF (4): 1998/1999, 2002/2003, 2003/2004, 2007/2008.
- Copa de la Reina (2): 2001/2002, 2004/2005.
- Supercopa de España (2): 2004/2005, 2008/2009.
- Copa ABF (1): 2004/2005.

### Torneos amistosos
- 1 "Trofeo Ciudad de Almería": 2010[6]
- "I Trofeo Serra Gelada": 2010[7]
- "XXVII Trofeo Internacional Nazaré (Portugal) Campeón ": 2014

## Plantilla 2024-25[8]
|  | Porteras - 11. Virginia Fernández - 1. Meriem Ezbida - 12. J. Gimenez Extremos - 20. Joana Bolling - 14. Agda Rafaela - 56. Paula Lluch - 66. Aitana Pastor Pivotes - 13. Sol Azcune - 2. Lucía García Sogorb | Primeras Línea - 27. Elena Cuadrado - 70. Paula Molano - 22. Sofía Rivadeneira - 41. Claudia Martínez - 30. María Rodríguez - 9. Graci Duque - 17. Luna Villaescusa - 25. Anastasia Hvozd Centrales - 10. Lora Sarandeva - 33. Beatriz Escribano |

### Salidas y llegadas 2025-26
|  | Salidas | - Emi Helimann |

### Salidas y llegadas 2024-25[10]
|  | - Lucía Prades - Fernada da Lima - María Mullet - Andrea Claramonte - Susi Sánchez - Kassia César - Camille Bispo - Eva Márquez | - Virginia Fernández - Lora Sarandeva - Elena Cuadrado - Eva Márquez - Meriem Ezbida - Paula Molano - Joana Bolling |

### Cuerpo técnico
- Entrenadores:  José Ignacio Prades.

## Directiva
- Presidente  Manuel Pastor[11]
- Vicepresidente     José García
- Tesorero  Francisco Mira
- Director Deportivo   Lorenzo Rubio
- Vocales  Victor Alexandre ,Raquel Rico, Jose Luis Villaescusa,  Enrique Romero, M.Sol Oncina y Francisco Mira.

## Grandes jugadoras
Entre sus filas han jugado grandes balonmanistas españolas e internacionales.
- Isabel Ortuño
- Irene Espínola Pérez
- Chelo Benavent
- Txibi Elejaga
- Susana Fraile
- Montse Puche
- Lulu Guerra
- Miriam Sempere
- Beatriz Escribano
- Diana Box
- Begoña Fernández
- Loli Martínez
- Pilar Ruiz
- Paulina Buforn
- Vanessa Amorós
- Tanja Dajcman
- Silvana Ilic
- Oana Soit
- Miki Tivadar
- Katia Sergeeva
- Stephanie Cano
- Marizza Faria

## Resultados oficiales

### Clasificación en Liga ABF en todas sus participaciones
Clasificación liguera del Club BM Elda en sus diecinueve años de participación en División de Honor Femenina (Liga ABF).
```
 92/93 93/94 94/95 95/96 96/97 97/98 98/99 99/00 00/01 01/02 02/03 03/04 04/05
   8º    7º    5º    3º    3º    3º    1º    3º    3º    3º    1º    1º    2º
```

```
 05/06 06/07 07/08 08/09 09/10 
10/11
 
11/12

   3º    3º    1º    3º    2º    2º   2º           
```

### Participación en competiciones europeas
| Temporada | Competición      | Clasificación  |
| --------- | ---------------- | -------------- |
| 1996-1997 | City Cup         | 1/16 de final  |
| 1997-1998 | Copa EHF         | Semifinal      |
| 1998-1999 | Copa EHF         | 1/4 de final   |
| 1999-2000 | Champions League | 1/8 de final   |
| 2000-2001 | Recopa de Europa | 1/4 de final   |
| 2001-2002 | Recopa de Europa | Semifinal      |
| 2002-2003 | Recopa de Europa | 1/4 de final   |
| 2003-2004 | Champions League | Fase de grupos |
| 2004-2005 | Recopa de Europa | 1/4 de final   |
| 2005-2006 | Champions League | Fase de grupos |
| 2006-2007 | Copa EHF         | Semifinal      |
| 2007-2008 | Copa EHF         | 1/4 de final   |
| 2008-2009 | Champions League | 1/4 de final   |
| 2009-2010 | Copa EHF         | Subcampeón     |
| 2010-2011 | Champions League | Fase de grupos |
| 2011-2012 | Champions League | '              |

## Premios, reconocimientos y distinciones
- Mejor Club Deportivo de la Provincia de 1992, 1996, 1998, 2002 y 2003 (finalista en 2004, 2008 y 2009) en los Premios Deportivos Provinciales de la Diputación de Alicante.[12]